# Alexandru Ilie (fotbalist)
Alexandru Ilie (n. 19 ianuarie 2000, Zărnești, România) este un fotbalist român, care joacă pe post de mijlocaș la Olimpic Zărnești⁠(d) în Liga a III-a.